# HD 27278
HD 27278，又名BD+41 852，SAO 39468、HR 1337，是一颗恒星，视星等为5.92，位于銀經159.24，銀緯-5.89，其B1900.0坐标为赤經4h 13m 19.8s，赤緯+41° -5.89′ 59″。